# 蔵増村
蔵増村（くらぞうむら）は、かつて山形県東村山郡にあった村。

## 沿革
- 1889年（明治22年）4月1日 - 町村制施行に伴い東村山郡蔵増村、矢野目村、高野辺村、窪野目村が合併し、蔵増村が発足。
- 1954年（昭和29年）10月1日 - 東村山郡天童町・成生村・津山村・寺津村、北村山郡山口村・田麦野村と合併し、東村山郡天童町を新設して消滅。

## 村長
- 白田省吾
- 白田礼次郎
- 白田二郎